# Antonija Slavik
Antonija Slavik, slovenska narodna delavka, * 1. maj 1868, Trst, † 18. maj 1938, Ljubljana.

## Življenje in delo
Rodila se je v družini tržaškega uradnika Andreja Lavrenčiča. Leta 1887 je maturirala na goriškem učiteljišču. že v mladih letih se je vključila v družbeno in kulturno življenje tržaških Slovencev. Kot mlada učiteljica je bila med prvimi Slovenkami, ki so z deklamacijami in gledališkimi nastopi ter s petjem gostovale po primorskih ljudskih odrih. Od 1888 je pisala članke v Edinost in druge slovenske časopise. Delala je v številnih društvih (Ženska podružnica Šolskega društva, ženski podružnici Družbe svetega Cirila in Metoda, Rdečem križu, Organizaciji vdov in sirot) in bila med soustanovitelji revije Ženski svet. Dobrodelno dejavnost je razvila zlasti med 1. svetovno vojno, ko je skrbela za slovenske ranjence in ujetnike, po vojni pa za vdove in sirote. Poročena je bila s pravnikom in politikom dr. Edvardom Slavikom. Njun dom je bil politično in družabno shajališče slovenskih tržaških meščanskih krogov. V zakonu je rodila 5 otrok.